# 第38回アニー賞
第38回アニー賞は、2010年のアニメ作品やアニメの振興に貢献した人物を対象としており、2011年2月5日にロサンゼルスのロイス・ホールで授賞式が行われた。
『ヒックとドラゴン』がノミネートされた全10部門全てを制した。

## 受賞・ノミネート

### 作品賞

#### 長編アニメ映画賞
- 『ヒックとドラゴン』 – ドリームワークス・アニメーション
  - 『怪盗グルーの月泥棒 3D』 – イルミネーション・エンターテインメント
  - 『塔の上のラプンツェル』 – ウォルト・ディズニー・ピクチャーズ
  - 『イリュージョニスト』 – ジャンゴ・フィルムズ
  - 『トイ・ストーリー3』 – ディズニー/ピクサー

#### 短編アニメ映画賞
- 『デイ&ナイト』 – ピクサー
  - 『ルーニー・テューンズ ロード・ランナーとワイリー・コヨーテ』 - ワーナー・ブラザース・アニメーション
  - Enrique Wrecks the World - House of Chai
  - The Cow Who Wanted To Be A Hamburger - Plymptoons Studio
  - The Renter - Jason Carpenter

#### テレビコーマーシャルアニメ賞
- Children's Medical Center - DUCK Studios
  - Frito Lay Dips "And Then There Was Salsa" - LAIKA/house
  - ‘How To Train Your Dragon' Winter Olympic Interstitial "Speed Skating" - ドリームワークス・アニメーション
  - McDonald's "Spaceman Stu" - DUCK Studios
  - Pop Secret "When Harry Met Sally" - Nathan Love

#### テレビアニメ賞
- Kung Fu Panda Holiday Special - ドリームワークス・アニメーション
  - 『フューチュラマ』 - The Curiosity Company in association with 20th Century Fox Television
  - Scared Shrekless - ドリームワークス・アニメーション
  - 『スター・ウォーズ/クローン・ウォーズ』 “Arc Troopers” - ルーカスフィルム・アニメーション
  - 『ザ・シンプソンズ』 - Gracie Films

#### 子供向けテレビアニメ賞
- 『スポンジ・ボブ』 – ニコロデオン
  - 『アドベンチャー・タイム』 - カートゥーン ネットワーク
  - Cloudbread – GIMC
  - Fanboy and Chum Chum - ニコロデオン
  - Regular Show - カートゥーン ネットワーク

#### アニメゲーム賞
- LIMBO – Playdead
  - 『HEAVY RAIN 心の軋むとき』 - クアンティック・ドリーム
  - 『毛糸のカービィ』 - グッド・フィール、ハル研究所
  - Shank - Klei Entertainment

### 部門賞

#### アニメ映画視覚効果賞
- 『ヒックとドラゴン』 - ブレット・ミラー
  - 『シュレック フォーエバー』 - アンドリュー・ヤン・キム
  - 『ヒックとドラゴン』 - ジェイソン・メイヤー
  - 『ガフールの伝説』 - Sebastian Quessy
  - 『メガマインド』 - Kryzstof Rost

#### テレビアニメ・キャラクター賞
- Kung Fu Panda Holiday Special - David Pate
  - Scared Shrekless - Nicolas A. Chauvelot
  - Robot Chicken: Star Wars Episode III - Savelon Forrest
  - Robot Chicken: Star Wars Episode III - Elizabeth Havetine
  - Scared Shrekless - Nideep Varghese

#### アニメ映画・キャラクター賞
- 『ヒックとドラゴン』 - Gabe Hordos
  - 『メガマインド』 - Mark Donald
  - 『メガマインド』 - Anthony Hodgson
  - 『ヒックとドラゴン』 - Jakob Hjort Jensen
  - 『ヒックとドラゴン』 - David Torres

#### 実写映画・アニメキャラクター賞
- 『アリス・イン・ワンダーランド』 - ライアン・ペイジ
  - 『タイタンの戦い』 - Quentin Miles

#### テレビアニメ・キャラクターデザイン賞
- T.U.F.F. Puppy - Ernie Gilbert
  - The Ricky Gervais Show - Andy Bialk
  - Sym-Bionic Titan - Stephan DeStefano
  - T.U.F.F. Puppy - Gordon Hammond
  - Fanboy and Chum Chum - Steve Lam

#### アニメ映画・キャラクターデザイン賞
- 『ヒックとドラゴン』 - Nico Marlet
  - 『イリュージョニスト』 – シルヴァン・ショメ
  - 『怪盗グルーの月泥棒 3D』 – Carter Goodrich
  - 『メガマインド』 - Timothy Lamb

#### テレビアニメ監督賞
- Kung Fu Panda Holiday Special - ティム・ジョンソン
  - 『ザ・シンプソンズ』 - ボブ・アンダーソン
  - Firebreather - Peter Chung
  - Frankenhole: Humanitas - Duke Johnson
  - Scared Shrekless - Gary Trousdale

#### アニメ映画監督賞
- 『ヒックとドラゴン』 - ディーン・デュボア、クリス・サンダース
  - 『イリュージョニスト』 – シルヴァン・ショメ
  - 『怪盗グルーの月泥棒 3D』 - ピエール・コフィン
  - 『サマーウォーズ』 - 細田守
  - 『トイ・ストーリー3』 - リー・アンクリッチ

#### テレビアニメ音楽賞
- 『スポンジ・ボブ』 – Jeremy Wakefield、Sage Guyton、Nick Carr、Tuck Tucker
  - Wonder Pets - J. Walter Hawkes
  - Kung Fu Panda Holiday Special - Henry Jackman、ハンス・ジマー、ジョン・パウエル
  - The Simpsons: Elementary School Musical - Tim Long、Alf Clausen、Bret McKenzie、Jemaine Clement
  - Robot Chicken's DP Christmas Special - Shawn Patterson

#### アニメ映画音楽賞
- 『ヒックとドラゴン』 - ジョン・パウエル
  - 『イリュージョニスト』 – シルヴァン・ショメ
  - 『ガフールの伝説』 - デヴィッド・ハーシュフェルダー
  - 『シュレック フォーエバー』 - ハリー・グレッグソン＝ウィリアムズ
  - 『怪盗グルーの月泥棒 3D』 - ヘイター・ペレイラ、ファレル・ウィリアムス

#### テレビアニメ美術賞
- Kung Fu Panda Holiday Special - Richie Sacilioc
  - Neighbors from Hell - Alan Bodner
  - Firebreather - Barry Jackson
  - Doubtsourcing - Pete Oswald
  - Sym-Bionic Titan - Scott Wills

#### アニメ映画美術賞
- 『ヒックとドラゴン』 - Pierre Olivier Vincent
  - 『怪盗グルーの月泥棒 3D』 - Yarrow Cheney
  - 『怪盗グルーの月泥棒 3D』 - Eric Guillon
  - 『ガフールの伝説』 - Dan Hee Ryu
  - 『シュレック フォーエバー』 - Peter Zaslav

#### テレビアニメ・ストーリーボーディング賞
- T.U.F.F. Puppy - Fred Gonzales
  - Scared Shrekless - Sean Bishop
  - Kung Fu Panda Holiday Special - Tom Owens
  - Fairly OddParents - Dave Thomas

#### アニメ映画・ストーリーボーディング賞
- 『ヒックとドラゴン』 - Tom Owens
  - 『ヒックとドラゴン』 - Alessandro Carloni
  - 『シュレック フォーエバー』 - Paul Fisher
  - 『メガマインド』 - Catherine Yuh Rader

#### テレビアニメ声優賞
- ジェームズ・ホン - Kung Fu Panda Holiday Special
  - ジェフ・ベネット - Fanboy and Chum Chum
  - コーリー・バートン - 『スター・ウォーズ/クローン・ウォーズ』
  - ニカ・ファターマン - 『スター・ウォーズ/クローン・ウォーズ』
  - マイク・ヘンリー - The Cleveland Show

#### アニメ映画声優賞
- ジェイ・バルチェル - 『ヒックとドラゴン』
  - ジェラルド・バトラー - 『ヒックとドラゴン』
  - スティーヴ・カレル - 『怪盗グルーの月泥棒 3D』
  - キャメロン・ディアス - 『シュレック フォーエバー』
  - ジェフリー・ラッシュ - 『ガフールの伝説』

#### テレビアニメ脚本賞
- Robot Chicken: Star Wars Episode III - Geoff Johns、Matthew Beans、Zeb Wells、Hugh Sterbakov、Matthew Senreich、Breckin Meyer、セス・グリーン、Mike Fasolo、Douglas Goldstein、Tom Root、Dan Milano、Kevin Shinick、Hugh Davidson
  - Star Wars: The Clone Wars: Heroes on Both Sides - Daniel Arkin
  - Fanboy and Chum Chum - Jon Colton Barry、Piero Piluso
  - The Simpsons: Stealing First Base - Billy Kimball、Ian Maxtone-Graham
  - 『フューチュラマ』 - Michael Rowe

#### アニメ映画脚本賞
- 『ヒックとドラゴン』 - ディーン・デュボア、クリス・サンダース、ウィル・デイヴィス
  - 『トイ・ストーリー』 - マイケル・アーント
  - 『イリュージョニスト』 – シルヴァン・ショメ
  - 『塔の上のラプンツェル』 - ダン・フォーゲルマン
  - 『メガマインド』 - アラン・J・スクールクラフト、ブレント・サイモンズ

### 功労賞

#### ウィンザー・マッケイ賞
- ブラッド・バード
- エリック・ゴールドバーグ
- マット・グレイニング